# 紅腿蟾頭龜
紅腿蟾頭龜（學名：Rhinemys rufipes） 是蛇頸龜科下紅腿蟾頭龜屬的單屬種。發現於巴西、哥倫比亞，在秘魯可能也有分佈。